# حب ورحمة (فلم)
حب ورحمة (بالإنجليزية: Love & Mercy) فيلم سيرة ذاتية ودراما أمريكي، صدر في عام 2014. من إخراج بيل بولاد، ويسلط الضوء على حياة الموسيقي براين ويلسون. أخذ الفيلم إسمه من أغنية لبراين ويلسون في عام 1988. ويسرد الفيلم فترتين محددتين في حياة ويلسون هما: عقد 1960 و عقد 1980. بول دانو وجون كيوزاك يجسدان شخصية ويلسون في فترة الشباب ومنتصف العمر، و إليزابيث بانكس تلعب دور زوجة ويلسون الثانية ميليندا ليدبيتر و بول جياماتي في دور طبيب ويلسون النفسي الدكتور يوجين لاندي.
العرض الأول للفيلم كان في مهرجان تورونتو السينمائي الدولي 2014. وتلقى إشادة إيجابية من النقاد ورُشح لإثنين من جوائز غولدن غلوب: أفضل ممثل مساعد - فيلم (بول دانو) وأفضل أغنية أصلية.

## روابط خارجية
- مقالات تستعمل روابط فنية بلا صلة مع ويكي بيانات